# Olimpiai Stadion (Kijev)
Az Olimpiai stadion (ukránul: Національний спортивний комплекс «Олімпійський» magyar átírásban: Nacionalnij Szportivnij Kompleksz «Оlimpijszkij») egy labdarúgó-stadion Kijevben, Ukrajnában. Ez Ukrajna egyetlen UEFA által 4. kategóriás stadionná minősített sportlétesítménye.  A stadion az Ukrán labdarúgó-válogatott otthonául szolgál illetve a Dinamo Kijev is szokott mérkőzéseket rendezni az arénában. A 2012-es labdarúgó-Európa-bajnokság egyik helyszíne volt.
A stadionavató ceremóniát 2011. október 9-én tartották, ahol Shakira lépett fel. Az első labdarúgó mérkőzésre 2011. november 11-én került sor. Ekkor Ukrajna 3–3-as döntetlent játszott Németország együttesével. A stadionban rendezték a 2012-es Európa-bajnokság döntőjét.

## Története
Az olimpiai stadiont 1923-ban építették, s története során három nagyobb horderejű felújításon is átesett (1941, 1997–99, 2011). 1967-ben elérte a 100 ezres kapacitást. 1980-ban itt rendezték a moszkvai nyári olimpiai játékok néhány labdarúgó-mérkőzését. Az 1997–99-es felújítás során a modernebb ülőhelyek telepítésével ez a szám lecsökkent mintegy 83 ezerre. 
Ukrajna 2007 áprilisában nyerte el a 2012-es labdarúgó-Európa-bajnokság társrendezési jogát. A kijevi olimpiai stadiont a pályázatban foglaltak szerint újították fel, hogy alkalmas legyen az EB megrendezésére. A munkálatok 2008-ban kezdődtek és 2011-ig tartottak. A létesítményt 70 050 főre tervezték, s a 2012-es labdarúgó-Európa-bajnokság csoportmérkőzései közül háromnak a helyszínéül szolgált. Az egyenes kieséses szakaszban az egyik negyeddöntőt és a döntőt rendezték itt.

## 2012-es Európa-bajnokság
A következő mérkőzéseket rendezték a kijevi olimpiai stadionban
| Dátum       | Időpont (CEST / EEST) | Pályaválasztó | Eredmény    | Vendég        | Forduló     | Nézők  |
| ----------- | --------------------- | ------------- | ----------- | ------------- | ----------- | ------ |
| 2012.06.11. | 20.45 / 21.45         | Ukrajna       | 2:1         | Svédország    | D csoport   | 64 290 |
| 2012.06.15. | 20.45 / 21.45         | Svédország    | 2:3         | Anglia        | D csoport   | 64 640 |
| 2012.06.19. | 20.45 / 21.45         | Svédország    | 2:0         | Franciaország | D csoport   | 63 010 |
| 2012.06.24. | 20.45 / 21.45         | Anglia        | 0:0 ( 2:4 ) | Olaszország   | Negyeddöntő | 64 340 |
| 2012.07.01. | 20.45 / 21.45         | Spanyolország | 4:0         | Olaszország   | Döntő       | 63 170 |